# Makkihalli, Sakleshpur
Makkihalli là một làng thuộc tehsil Sakleshpur, huyện Hassan, bang Karnataka, Ấn Độ.